# برنار بودو
برنار بودو (فرانسوی: Bernard Baudoux‎؛ زادهٔ ۳۱ مهٔ ۱۹۲۸) شمشیرباز اهل فرانسه است.
وی در مسابقات کشوری و بین‌المللی در مجموع برندهٔ ۱ مدال نقره شده‌است.